# Дохтуровы
Дохтуровы (Доктуровы) — древний русский дворянский род.
При подаче документов (07 мая 1686), для внесения рода в Бархатную книгу, была предоставлена родословная роспись Дохтуровых.
Род внесён в VI и II части родословных книг Орловской, Тверской и Тульской губерний.

## Происхождение и история рода
Официально, родоначальник их, Кирилл Иванович Дохтуров, "греческой веры", выехал из Царьграда в Москву при Иване Грозном и получил вотчины в Костромском уезде. С большой долей вероятности можно утверждать, что представители рода выехали ранее и возможно, что в свите Софьи Фоминичны Палеолог (1472), так как в исторических документах упоминается не вошедший в поколенную роспись воевода в Казанском походе — Григорий Иванович Дохтуров (1544), что говорит о его возрасте не менее 25-30 лет.
Кроме потомков Кирилла Ивановича, имеется упоминание о "немчина" Алексея Петровича Дохтурова получившего за выход (1616) государево жалование.

## Описание герба
Герб не внесён в Общий Гербовник, Гербовник Царства Польского или Дипломные сборники.
Самобытный герб по прошению генерал-лейтенанта Дмитрия Петровича Дохтурова: в лазуревом щите серебряная лилия, сопровождаемая по бокам двумя таковыми же о шести лучах звездами. Щит увенчан дворянским коронованным шлемом. Нашлемник: три страусовых пера, среднее лазуревое, а крайние серебряные. Намёт: лазуревый с серебром. Девиз: серебряными буквами на лазуревой ленте: «Ищу истины, страха не имею».
Примечание: в прошение об утверждении герба было указано: «Рисунок герба, издавна употреблявшегося в виде печати предками генерал – Лейтенанта Дохтурова. По ходатайству об утверждении сего герба с присвоенным ему девизом без всяких в них изменений, во внимание к тому, что имеющийся герб с девизом состоит в виде печати в роде Дохтуровых со времен прадеда Сергея Петровича Дохтурова — майора лейб-гвардии Преображенского полка (отца генерала от инфантерии Дмитрия Сергеевича Дохтурова) – т.е с половины XVIII века, всего около полутораста лет, и тем самым усвоил себе характер памятника давнего прошлого. Ввиду сего были бы крайне нежелательны какие-либо изменения, как в вышеописанном гербе, так равно и в присвоенном ему девизе. Но если вышеизложенные основания моего ходатайства признаны были не подлежащими уважению, а усмотрены были к утверждению девиза на латинском языке неустранимые препятствия, то в сем последнем случае я ходатайствую об утверждении вышеописанного герба с присвоением ему того же самого девиза (заимствованного из Священного Писания) в нижеследующем его переводе на церковно–славянский язык: «Ищу правду – страха не имея».
Определением Правительствующего Сената (16 октября 1897) заключено: дело об утверждении герба генерал-лейтенанта Дмитрия Петрова Дохтурова дальнейшим производством прекратить, согласно просьбе генерала Дохтурова.

## Известные представители
- Дохтуров Аверкий Степанович — участник полоцкого похода (1551).
- Дохтуров Третьяк Иванович — атаман, орловский помещик (1595).
- Дохтуров Семён Кириллович — подьячий, воевода в Торопце (1622—1623), Суздале (1624—1626), Владимире на Клязьме (1626), дьяк Разбойного приказа (1636—1641).
- Дохтуров Герасим Семёнович (ум. 1677) — московский дворянин (1640), воевода в Свияжске (1648), думный дьяк Поместного приказа (1668), ездил с посольством в Англию (1645), Польшу, Швецию (1661).
- Дохтуров Кирилл Семёнович — письменный голова, воевода в Тобольске (1657—1659 и 1664—1667), московский дворянин (1658—1677).
- Дохтуров Андрей Семёнович — московский дворянин, стрелецкий полковник, убит во время стрелецкого мятежа (15.05.1682).
- Дохтуров Василий Семёнович — воевода в Белозерске (1670—1673)[4].
- Дохтуров Пётр Семёнович — московский дворянин, воевода в Гдове и Инсаре (1668).
- Дохтуровы: Даниил и Никита Петровичи — стольники царицы Натальи Кирилловны (1676—1692),
- Дохтуров Юрий Степанович Большой — стольник царицы Прасковьи Фёдоровны (1686—1699).
- Дохтуровы: Никита Петрович, Фёдор, Юрий и Алексей Степановичи — стольники царицы Евдокии Федоровны (1692—1699)[5].
- Дохтуровы: Яков Андреевич, Василий Васильевич, Иван и Степан Герасимовичи — стольники (1692),
- Дохтуров Пётр Иванович (1692—1740) майор Преображенского полка ∞ Марфа, урожд. Козлова (1710—1750), имел двор «промеж Тверской и Дмитровки, в приходе церкви Козьмы и Демиана, что на Шубинке»
- Дмитрий Сергеевич (1756—1816) — генерал от инфантерии.
  - Пётр Дмитриевич (1806—1843) ∞ Агафья Александровна Столыпина
    - Дмитрий Петрович (1838—1905) — генерал от кавалерии.

  - Сергей Дмитриевич (1809—1851) ∞ графиня, фрейлина Эрнестина Ивановна Цёге-фон-Мантейфель — надворный советник (1842), Каширский уездный предводитель дворянства (1847—1848).
- Николай Михайлович (1788—1865) — генерал-лейтенант (1835), сенатор.
  - Михаил Николаевич (1824—1911) — генерал-майор.
- Афанасий Яковлевич (?—?) ∞ Прасковья Андреевна, урожд. Хитрово — флигель-адъютант (1727), майор и асессор Камер-коллегии, назначен судьёю Дворцовой канцелярии (1728), советник той же канцелярии (1738—1740), подполковник (1741).
  - Афанасий Афанасьевич (?—?) ∞ графиня Варвара Фёдоровна Толстая (?—1838) — в службе (с 1676), поручик (1775), надворный советник (1792), коллежский советник и советник Пензенской казённой палаты (1801).
    - Павел Афанасьевич (1784—1847) — капитан Российского императорского флота, действительный статский советник.
- Сергей Иванович (1824—1890) — генерал-майор, командир Кексгольмского гренадерского полка.
  - Владимир Сергеевич (1859—1890) — русский энтомолог.
  - Дохтуровы: Екатерина Дмитриевна (1846—1878), Екатерина Николаевна (г/р 1827) — фрейлины Высочайшего двора.